# Cantó de Lavardac
El cantó de Lavardac és un cantó francès del departament d'Òlt i Garona, situat al districte de Nerac. Té 11 municipis i el cap és Lavardac.

## Municipis
- Barbasta
- Brulh
- Heugaròlas (Albret)
- Lavardac
- Montgalhard
- Montesquiu
- Pompièir
- Sent Laurenç
- Toars de Garona
- Viana
- Senta Aralha

## Història
| Data d'elecció                           | Identitat    | Partit                     | Qualitat |
| ---------------------------------------- | ------------ | -------------------------- | -------- |
| 1976-1982                                | M. Bourbiel  | PCF                        |          |
| 1982-                                    | André Touron | Divers droite, després UMP |          |
| les dades anteriors no són pas conegudes |              |                            |          |
|                                          |              |                            |          |

## Demografia
| 1962  | 1968  | 1975  | 1982  | 1990  | 1999  | 2006  |
| ----- | ----- | ----- | ----- | ----- | ----- | ----- |
| 8.503 | 8.849 | 8.781 | 8.743 | 8.787 | 8.658 | 8.886 |